# Чауху
Чауху (кит. 察吾乎沟口文化; англ. Chawuhu Culture) — археологическая культура «скифо-сибирского мира» в Южном Притяньшанье, западней озера Баграшкёль. Согласно некоторым интерпретациям, первая по времени появления из скифоидных культур. Название получила по могильнику Чауху (Чаухугоу, 察吾乎古墓群) в Синьцзян-Уйгурском автономном районе Китая. На основе Чауху сложилась культура Субаш и другие.

## Открытие
Могильники в Чаухугоу были обнаружены в 1983 году в горной долине Южного Притяньшанья к северо-западу от Карашара, примерно в 30 км. к западу от административного центра уезда Хэцзин, в  волости Хаэрмодунь. В результате раскопок во 2-й половине 1980-х годов (Люй Эньго, Чэнь Гэ, Цун Дэсинь и др.) было изучено до 1500 могил, из них более 500 — на Чаухугоу.

## Носители
Носители культуры Чауху – европеоиды, практиковали деформацию черепа. Антропологический анализ показал преобладание памиро-ферганского типа при наличии небольшой доли монголоидного элемента. Исследователи также отмечают большое разнообразие погребального обряда, что, очевидно, связано с многокомпонентностью этой культуры.
В формировании культуры отмечено влияние бегазы-дандыбаевской культуры, позднее – близких к чустской культуре земледельческих культур расписной керамики Средней Азии, но также и взаимодействие с культурой яньбулак Хамийской котловины, а через неё — с протоцянскими культурами Ганьсу-Цинхая. Материалы из наиболее ранних погребений демонстрируют вовлечённость Притяньшанья в культурную общность Южной Сибири на этапе формирования культур раннескифского облика в IX веке до н. э.
С. А. Комиссаров отмечает тот факт, что это наиболее ранние памятники, по ряду признаков сходные со скифо-сакскими культурами степных и предгорных районов Евразии. Артефактов характерного «звериного» стиля не выявлено и типичных скифских маркеров не так много, но они представительны и носят системный, а не случайный характер.
В качестве особого локального варианта выделяются материалы могильника Цюньбакэ (Чунбак) в соседнем уезде Луньтай, которые отличаются от чаухуской группы по обряду захоронения, но очень близки по инвентарю. Планировка могильника цепочками и скоплениями у крупных курганов идентична могильникам кочевников в Казахстане и на Саяно-Алтае. Если же исходить из принятых на Саяно-Алтае и в Казахстане критериев, то памятники типа Чаухугоу и Цюньбакэ можно было бы предварительно отнести к отдельным культурам с разными типами хозяйства — судя по особенностям устройства могильников и керамике, население в Цюньбакэ вело подвижный образ жизни, приуроченный к  к более равнинным условиям.

## Уклад
Носители культуры чауху — вероятно, самые ранние кочевники Восточного Туркестана, о чём свидетельствует состав стада (в основном овцы, козы, также лошади, верблюды, отчасти крупный рогатый скот и отсутствие следов характерного для Восточной Азии свиноводства), многочисленные жертвенные захоронения черепов лошадей и верблюдов, что свидетельствует об особом почитании этого скота, наличие в погребальном инвентаре многочисленных удил, псалиев, различных пряжек и обойм для сбруи.
Концентрация памятников в предгорных районах позволяет поставить вопрос о вертикальном типе кочевания чаухуских горцев, в противоположность их равнинным соплеменникам, оставившим могильник Чунбак.
Отгонное скотоводство дополняло просоводство. В могильнике Чунбак были обнаружены пшеничные зёрна вместе с колосьями и соломой, а также два железных серпа в составе инвентаря. Здесь, вероятно, проявилось влияние среднеазиатских земледельческих культур. Выявленный земледельческий уклад занимал малое и явно второстепенное положение в общей системе хозяйствования.
Лепные кувшины, горшки, кружки (до 40% со сливом), в том числе с красной, реже чёрной, геометрической росписью по белому фону. Блюда, чаши из дерева; ножи, кольца из бронзы, железа; подвески, серьги из бронзы, золота. Как и в бассейне Хами, расписная керамика исчезает около 300 года до н. э.
С 2018 года археологи из Китая и США исследовали остатки укреплённого протогорода Коюк-шахри (кит. Куйюйкэсэхайэр Kuiyukexiehai'er) в уезде Бугур, и выяснили, что он существовал в VIII—I веках до нашей эры, и, таким образом, является древнейшим городским поселением, обнаруженным в Восточном Туркестане. Учёным удалось обнаружить примечательные артефакты, среди которых — сосуды, похожие на утварь культуры чауху.

## Погребения
Захоронения культуры Чауху устраивались последовательно, плотно друг к другу на протяжении столетий, и керамика в них отличалась особым разнообразием форм и орнаментации.
И если оружие, конское снаряжение и некоторые типы украшений в чауху близки культурам Казахстана и Южной Сибири того времени, то погребальные конструкции имели существенные отличия. В частности, «классические» захоронения VII в. до н. э. в Чаухугоу представляли собой склепы, еще не известные в то время на территории Казахстана и Южной Сибири.
Умершие захоранивались в сложенных из камня погребальных камерах, установленных в овальных могилах глубиной около 1,5–2 м. Большинство камер имели в одном или двух торцах своеобразные проходы.
Захоронения представляют собой неглубокие ямы с каменными оградками, внутри и поверху выложенные камнями, иногда поставленными вертикально. Тела лежат на спине (редко на боку) с согнутыми ногами, на раннем этапе преобладали индивидуальные погребения, позже становится больше групповых и многоразовых захоронений. Выявлено большое количество ям, заполненных костями лошадей, крупного и мелкого рогатого скота.
Захоронения Чуньбакэ представлены круглыми или овальными в плане насыпями курганного типа, при создании которых применялся деревянный каркас. Хотя Чуньбакэ включают в «культурную группу» чавуху, в погребальном обряде имеется несомненное сходство с захоронениями могильника Гумугоу позднего этапа.

## Палеогенетика
Трое протестированных принадлежат к патрилинейной гаплогруппе Q1b-L940, которая была распространена среди различных степных пасторальных культур бронзового и железного веков. Ещё два мужских образца принадлежат к гаплогруппе R1b-PH155, которая была широко представлена у различных древних тюркских групп бассейна Тарима, а также у хунну, хионитов, гуннов и одного гепида. По женской линии, протестированные равномерно делят западно-евразийский и восточно-евразийский компоненты. Аутосомные данные продемонстрировали сходство носителей культуры Чауху с тянь-шаньскими саками и носителями культуры Шижэньцзыгоу.
| Могильник      | География     | Гаплогруппы Y-ДНК    | Гаплогруппы мтДНК                         |
| -------------- | ------------- | -------------------- | ----------------------------------------- |
| Hejing Horgutu | Хэцзин, Китай | Q1b2~, Q1b2b~, R1b2a | D4c2b, D4j8, G2a1d2, HV, N1a2, R, U5a1a1c |